# 庭
庭（にわ）は、住宅などの施設の敷地内に設けられた、建造物のない広場である。

## 概要
木や植物、草花を植えたり、石や池などを配して花壇として住民の安らぎや慰みとして利用されることが多い。住宅敷地内の狭い空間に設けられる庭を「坪庭（つぼにわ）」と、またその本格的で大規模な物は、「庭園（ていえん）」と呼ばれることもある。現代においては、室内庭園、全く植物を用いない庭（平庭）、なども、「庭」と称されることもある。
西日本など地方によっては屋外の庭をソトニワ、屋内の土間をニワと呼ぶ場合があるが、ニワとは本来敷地内で作業を行うための実用的な空間を指す言葉であり、そこで行われる諸々の作業を庭仕事と呼んだ。
一戸建て住宅の庭は、荷物収納のための倉庫や、農家であれば納屋が設けられたり、幼い子どもの遊び場となって三輪車などが放置されたり、あるいは洗濯物を干すための物干し台が設置されたり、家の中では果たすことの出来ない生活上の様々な用途に活用されている。また年間の様々な行事を行うための場所としても大切な役割を担っている。例えば、新年を迎えるにあたっての準備としての餅つき、学校への入学時の家族そろっての記念写真、端午の節句の鯉のぼり、夏休みのビニールプールでの水遊びなどが挙げられる。また、犬小屋や自家用車の駐車場などが庭に存在する場合もある。
農業が盛んな地域においては、庭は農畜産業を行う場所という側面もある。
一戸建て住宅の庭は、隣家との間を生垣やコンクリートブロックの塀で囲まれて、個人の私有地を形成している。

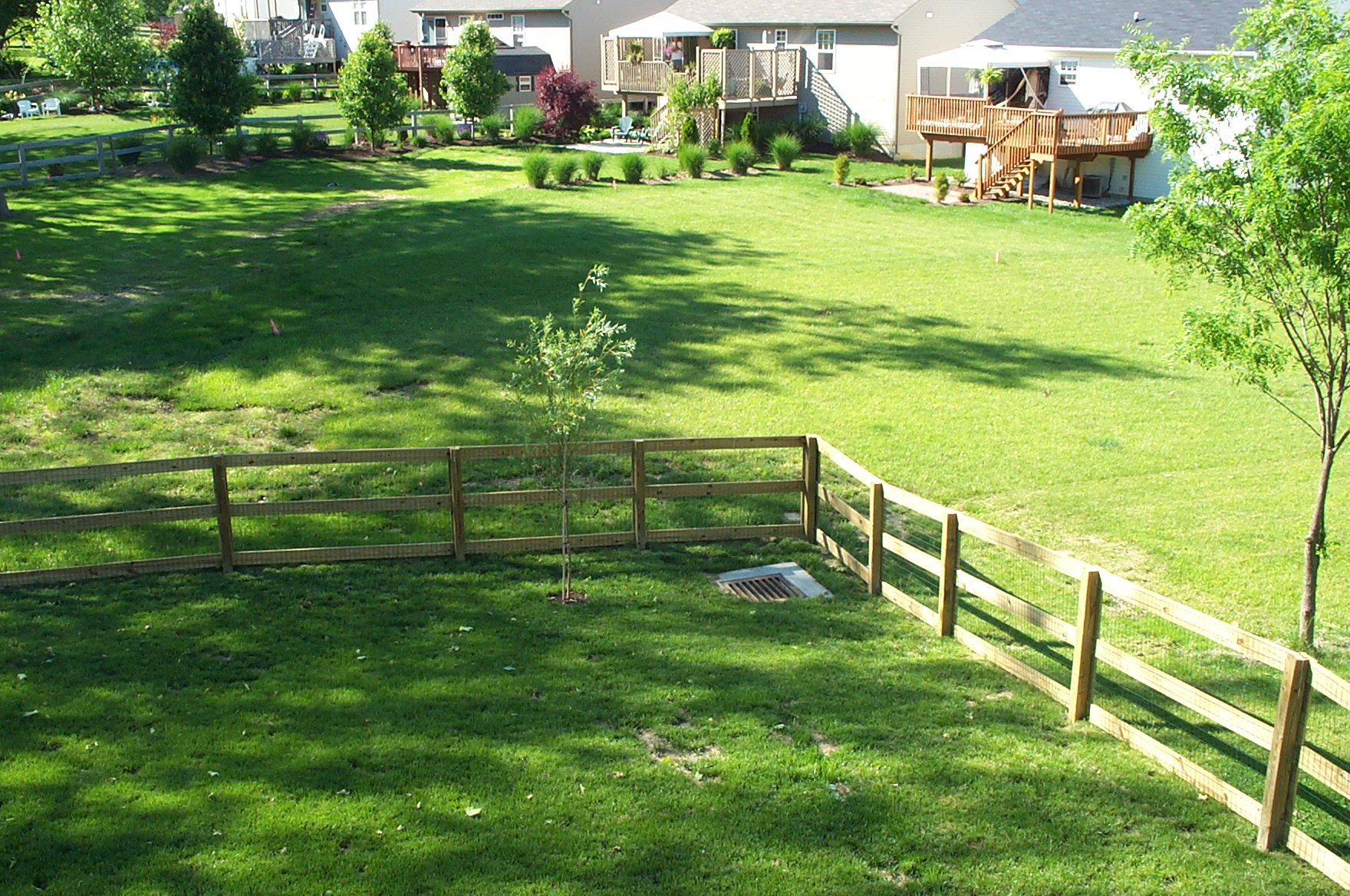
隣家の庭と区切られた裏庭

特定の場所、地域に土地鑑があることなどを指して俗に「自分の庭」というように表現することがある。

### 語源

#### 英語
英語で「庭」を意味する語である"yard"と"garden"は由来を同じくし、ゲルマン祖語の"gardô"や"gardaz"まで遡る。その後古英語では"geard"に変化し、最終的に現在の"yard"となった。一方古フランク語では"gardo"、さらにアングロ＝ノルマン語では"gardin"となり、後に現代英語の"garden"やドイツ語の"garten"に変化したとされる。古ノルド語の"garðr"や、フランス語の"jardin"も、元を辿れば同じ語源である。英語で「取り囲むこと」などを意味する"girdle"や、法廷を意味する"court"も語源を同じくする関連語である。
"yard"や"garden"には多くの派生語が存在し、庭がある施設の種類や庭の用途に関連付けられている。今は死語となっているものや使用頻度が低いものもある。派生語の例としては、 courtyard（中庭）、barnyard（納屋の周辺の庭）、hopyard（ホップ畑）、graveyard/churchyard（墓地）brickyard（煉瓦製造所）、prisonyard（刑務所の庭）、rail yard（車両基地）、 junk yard/wrecking yard（解体屋）、stableyard（厩舎の庭）などが挙げられる。

## 諸国の庭

### 日本

#### 坪庭
坪庭とは、主に京都の町家や庵に見られる1～2坪ほどの小規模な庭を指す。家が密接する町家の構造は採光や通風、換気の問題が生じるため、解決方法として隣家との間に家の一部を切り取ったような裏庭を設け、坪庭と呼んだ。「坪」の由来は、平安時代の寝殿造に見られた「壺」と呼ばれる建物に囲まれた前庭であると言われている。坪庭は町家建築が発達する近世前期に生まれた。平安時代の町割りでは、家同士の裏庭は境のない共有スペースだったが、室町時代頃から徐々に塀などで境界を隔てるようになった。
坪庭には灯籠や飛び石など、茶室の庭先と共通するアイテムが配置される場合が多く、その造園思想は茶庭から取り入れられたと考えられる。借景の余地のない坪庭の作庭には、家の中の様々なアングルからの鑑賞を考慮することが求められたが、従来の庭園形式に囚われない自由さもあった。
現代においては、換気や通風といった実用面よりも、その小規模さが日本の住宅事情とマッチしており、気軽な作庭が楽しめることで人気を集めている。

### 古代ペルシャ

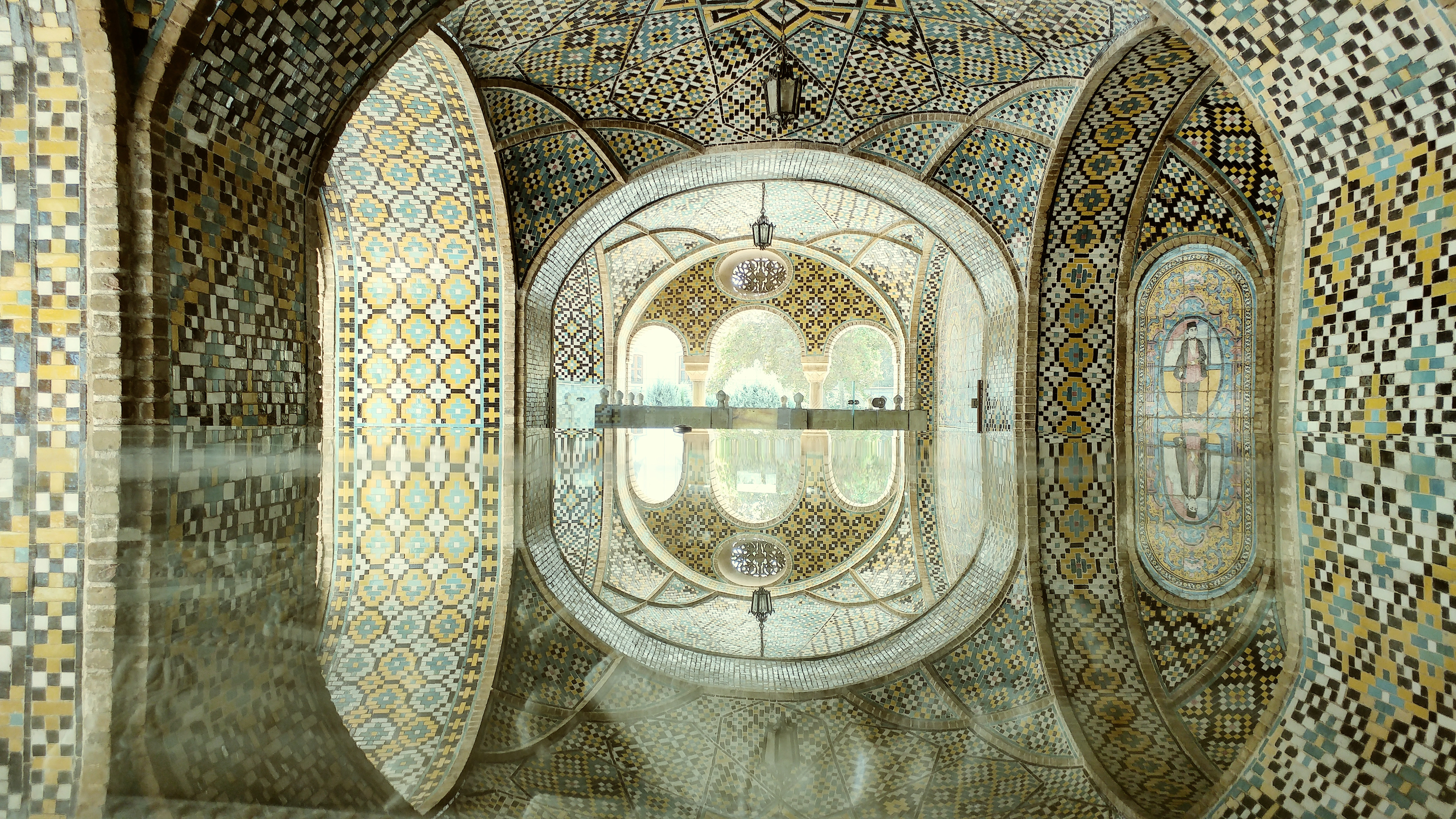
イランにあるゴレスターン宮殿のカリムハニの隅からは、庭園を見渡すことができる

ペルシャの王は、王室の庭でマジャリ（ペルシア語: مجلس）として知られる豪華なパーティーを開催した。パーティーには、王のお気に入りの詩人や音楽家が参加し、ワインが提供された。また、アッバース朝のカリフは、宮殿庭園の建設に出資した。アル・マウディによると、カリフのアル・カヒルは彼の庭に花、ハーブ、ダイダイを植えた。この光景は、パーティーに関連する詩に綴られている。

### 英語圏
今日の北アメリカとオーストラリアでは、庭は敷地内において家屋などの建物を取り囲んでいる場所全体を指し、しばしば「植物の手入れが行われる場所」としての 「庭」とは別のものとされる。庭は通常芝生または遊び場で構成されており、家屋からみて前の庭は前庭と呼ばれ、後ろの庭は裏庭と呼ばれている。裏庭は前庭に比べてよりプライベートな場所であることから、家族のレクリエーションにおいて一般的な場所である。庭の広さは地域によって異なり、人口密度の高い都心部では多くの場合非常に狭いか、存在しない。一方、郊外では、庭はより広く、子供用の遊び場やプールなどが設置されていたり、中庭が存在していたりする場合もある。
イギリス英語では、一般的に「庭」と呼ばれる芝生などが生えた場所は"garden"と呼ばれ、さらに前庭 (front garden) と裏庭 (back garden) に分けられる。"garden"の中にある舗装された部分は"patio"と呼ぶことが多い。一方"yard"は、倉庫や職場の建物に隣接する土地、または建物間の土地、および建物に隣接する未耕作地によく使用される。
北アメリカでは、"garden"は野菜、ハーブ、花、または観賞用植物を植えた部分のみを指す。"garden"と"yard"は完全に同義ではないが、花壇や菜園が"yard"と呼ばれる場所の中にある場合もある。
オーストラリアでは、"portable yard"や"mobile yard"と呼ばれるスチール製の移動式の小屋が、仮設の家畜飼育所を作る時に使用される。

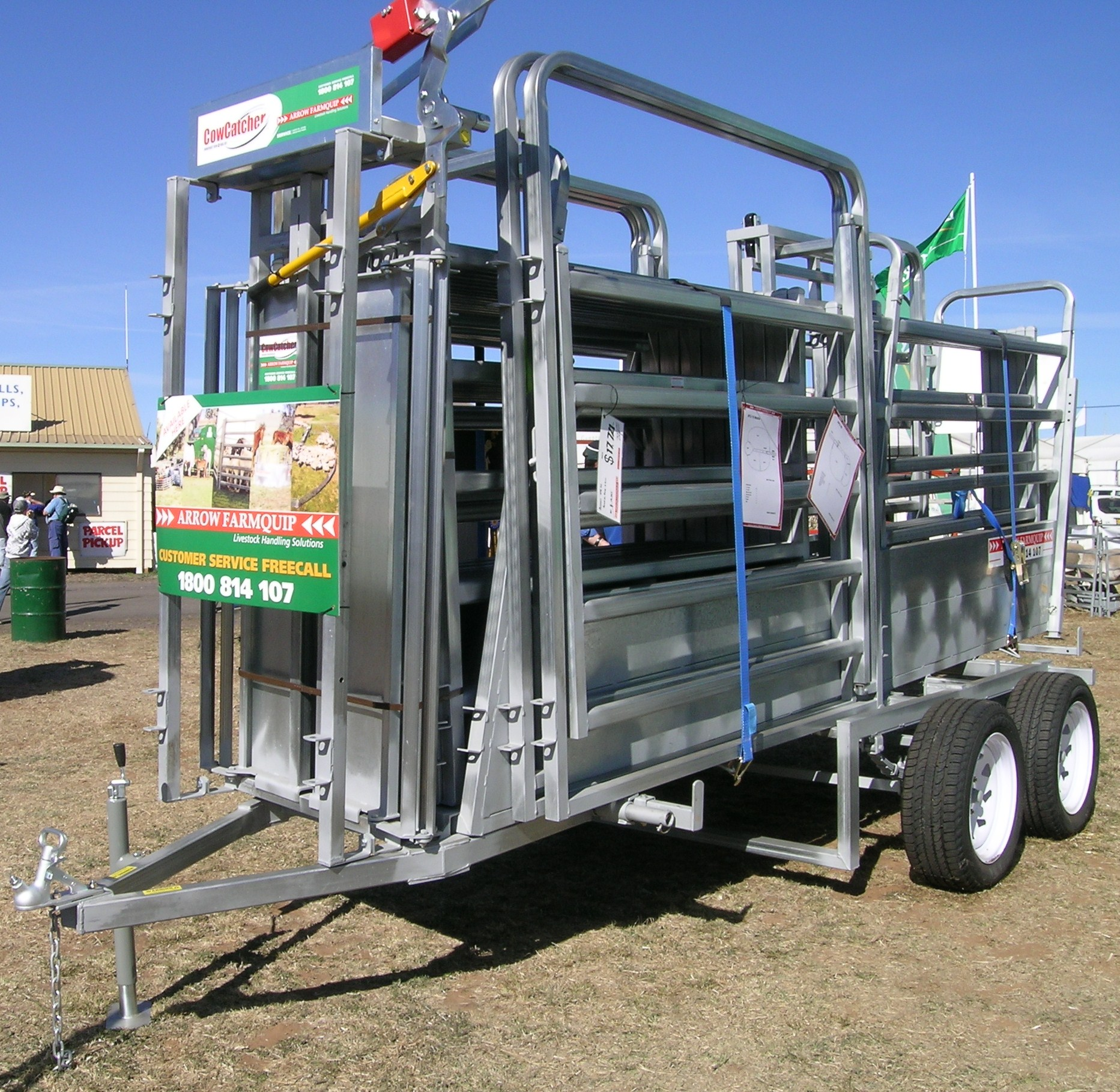
移動式の牛舎

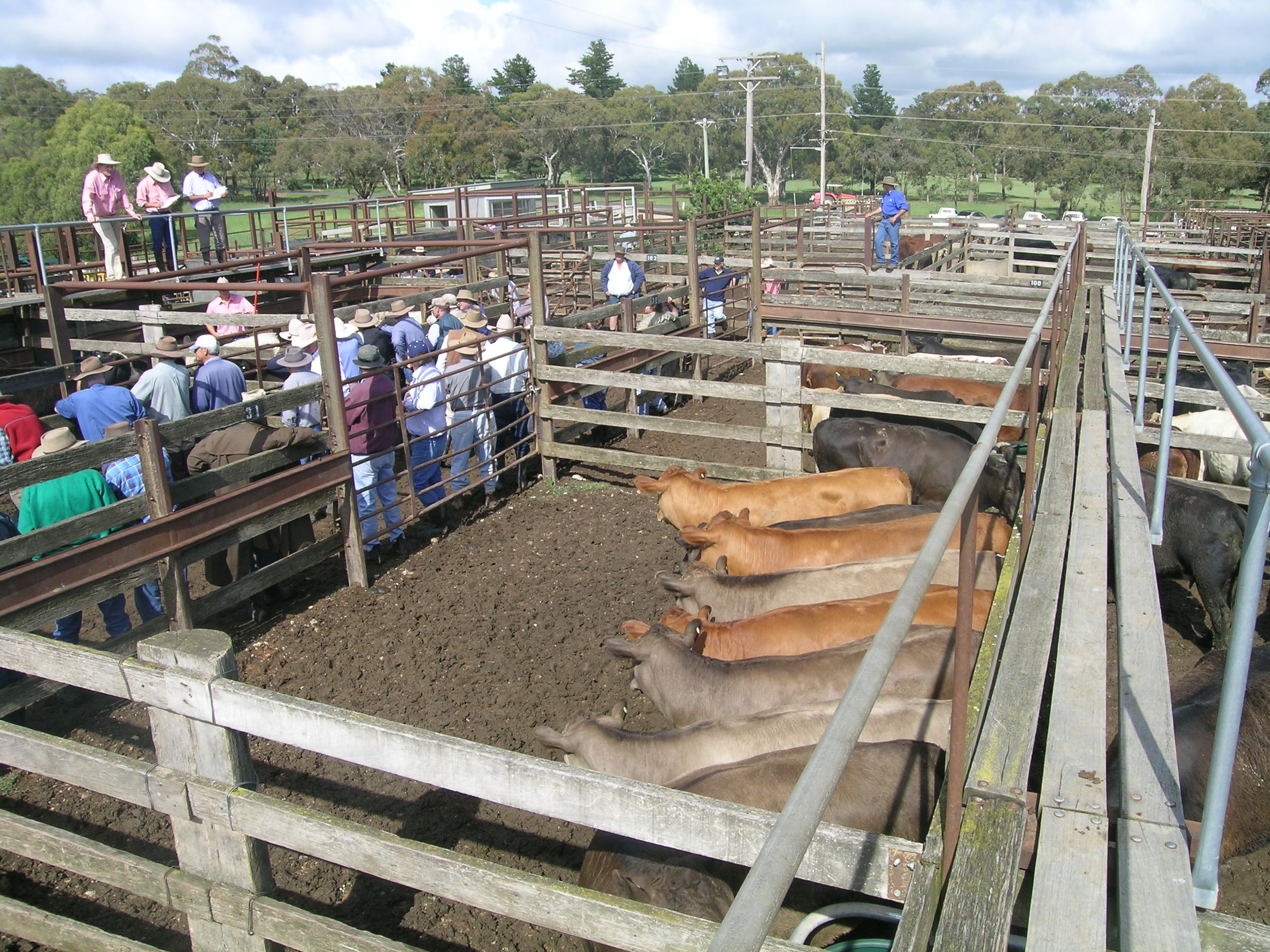
オーストラリア・ニューサウスウェールズ州ウォルカの牧草地で飼育されている牛